# Vain elämää
Vain elämää (fiń. „Po prostu życie”) – show muzyczny fińskiej telewizji Nelonen. Pierwszy odcinek wyświetlono 5 października 2012. Siedmioro lub ośmioro znanych fińskich muzyków spotyka się w hotelu Satulinna w Hirvensalmi (wyjątkiem były sezony szósty i ósmy, które kręcono na hiszpańskiej Costa del Sol), gdzie mieszkają przez osiem dni. Każdy dzień tygodnia poświęcony jest jednemu z muzyków, który jest artystą dnia i organizuje czas dla całej reszty. W południe i po południu inni, we własnym stylu, wykonują jego utwory. Ósmy dzień jest dniem duetów, każdy gra własne utwory wspólnie z innym muzykiem. Począwszy od siódmego sezonu, na koniec jest jeszcze dzień bisów.
Format oparty na holenderskim show Beste Zangers istnieje w podobnej formie m.in. w Szwecji, Danii, Norwegii i Estonii. Szwedzka wersja, pod nazwą Så mycket bättre osiąga nawet 2-milionową widownię.
Melodią rozpoznawczą programu jest specjalnie nagrana wersja piosenki „Vain elämää” Irwina Goodmana.

## Sezony
| Sezon | Sezon | Odcinków | Rozpoczęty          | Zakończony        | Uczestnicy |
| ----- | ----- | -------- | ------------------- | ----------------- | --- |
|       | 1     | 8        | 5 października 2012 | 23 listopada 2012 | Jari Sillanpää, Katri Helena, Cheek, Kaija Koo, Erin, Jonne Aaron, Neumann                                    |
|       | 2     | 8        | 4 października 2013 | 22 listopada 2013 | Anna Abreu, Laura Närhi, Maarit Hurmerinta, Ilkka Alanko, Jukka Poika, Juha Tapio, Pauli Hanhiniemi           |
|       | 3     | 8        | 19 września 2014    | 7 listopada 2014  | Vesa-Matti Loiri, Jenni Vartiainen, Paula Vesala, Paula Koivuniemi, Elastinen, Samuli Edelmann, Toni Wirtanen |
|       | 4     | 8        | 18 września 2015    | 6 listopada 2015  | Antti Tuisku, Virve Rosti, Anssi Kela, Maija Vilkkumaa, VilleGalle, Sanni, Pave Maijanen                      |
|       | 5     | 9        | 16 września 2016    | 11 listopada 2016 | Hector, Suvi Teräsniska, Chisu, Lauri Tähkä, Anna Puu, Mikael Gabriel, Mikko Kuustonen                        |
|       | 6     | 16       | 21 kwietnia 2017    | 10 czerwca 2017   | Nikke Ankara, Laura Voutilainen, Irina, Robin, Petra, Olli Lindholm, Samu Haber                               |
|       | 7     | 10       | 1 września 2017     | 3 listopada 2017  | Toni Wirtanen, Jari Sillanpää, Jenni Vartiainen, Sanni, Kaija Koo, Cheek, Juha Tapio                          |
|       | 8     | 15       | 27 kwietnia 2018    | 15 czerwca 2018   | Danny, Arttu Wiskari, Terhi Kokkonen, Mira Luoti, Kasmir, Aki Tykki, Sani                                     |
|       | 9     | 10       | 31 sierpnia 2018    | 2 listopada 2018  | Pepe Willberg, Pyhimys, Evelina, Tuure Kilpeläinen, Anne Mattila, Ellinoora, Lauri Ylönen                     |
|       | 10    | 14       | 30 sierpnia 2019    | 29 listopada 2019 | Antti Tuisku, Elastinen, Erin, Lauri Tähkä, Maija Vilkkumaa, Vesala, VilleGalle, Samu Haber                   |
|       | 11    | 13       | 2 października 2020 | 18 grudnia 2020   | Ressu Redford, Jannika B, Reino Nordin, Arja Koriseva, Stig, Vesku Jokinen, Mariska, Herra Ylppö              |